# Antechinus minimus
Antechinus minimus é uma espécie de marsupial da família Dasyuridae, também conhecido com o nome científico  Phascogale affinis. Distribui-se desde a Austrália até a Tasmânia.

## Características
O Antechinus minimus se assemelha ao Antechinus swainsoni, mas é um pouco menor e de cor mais clara. A parte superior é marrom ou bege, os olhos possuem anéis brancos. Mede cerca de 9–14 cm de comprimento, a cauda de 6–10 cm e pesa cerca de 28-100 gramas.
O primeiro de todos os Antechinus foi descrito por Geoffroy pela primeira vez em 1803, e colocou-o no gênero Dasyurus (Quolls), daí o nome da espécie minimus, que significa menor.

## Hábitos alimentares
Alimenta-se principalmente de invertebrados, ovos, néctar e, por vezes, pequenos vertebrados.

## Características de reprodução
Acasalam-se entre maio, junho, julho e todos os machos morrem. As fêmeas na Tasmânia tem 6 tetas e no continente tem 8 tetas.

## Subespécies
- Antechinus minimus affinis ? (Gray, 1841) - (sin. Phascogale affinis). Península da Tasmânia
  - Considerada sinônimo de Antechinus minimus minimus;[2]

- Antechinus minimus concinnus ? (Higgins e Petterd, 1883) - (sin. Antechinus concinnus). Tasmânia
  - Considerada sinônimo de Antechinus minimus minimus;[2]

- Antechinus minimus minimus (Geoffroy, 1803). Tasmânia, ilhas do Estreito de Bass;[2]
- Antechinus minimus maritima (Finlayson, 1958) - (sin. Antechinus swaynsonii maritima). Costa litorânea do sudeste da Austrália Meridional, oeste de Victória incluindo a ilha Sunday, e o promontório Wilsons; [2]
- Antechinus minimus rolandensis ? (Higgins e Petterd, 1884) - (sin. Antechinus rolandensis). Arredores do Monte Roland, Tasmânia;
  - Considerada sinônimo de Antechinus minimus minimus; [2]